# XVIII-21 Le Baroque Nomade
Créé en 1995 par Jean-Christophe Frisch, premièrement sous le nom de XVIII-21 Musique des Lumières, XVIII-21 Le Baroque Nomade est un ensemble français ayant participé à un renouvellement de l’interprétation de la musique baroque, en s’appuyant sur les découvertes musicologiques les plus récentes. L’ensemble a notamment développé le concept de baroque nomade, travaillant sur les rencontres historiquement avérées entre musiques baroques européennes et musiques extra-européennes. La collaboration dans ce cadre avec des musiciens traditionnels a amené Jean-Christophe Frisch à réfléchir l’interprétation des musiques baroques à la lumière des musiques de tradition orale.
XVIII-21 Le Baroque Nomade a effectué un travail approfondi sur les répertoires italien et français, recréant la version de chambre de Castor et Pollux et Les Indes galantes de Jean-Philippe Rameau, l'Imprésario des Canaries de Domenico Scarlatti et Domenico Sarri, Narciso de Domenico Scarlatti, etc.
L’ensemble est connu pour être disponible pour les recherches musicologiques les plus délicates : le festival de Saint-Florent-le-Vieil l’a choisi pour retrouver et interpréter la musique jouée en Chine à l’époque des missions jésuites. Ce travail a été couronné par des concerts à Pékin en 1997 et par la sortie de deux disques chez Astrée-Auvidis. Ces disques ont reçu de nombreuses distinctions de la critique musicale : 10 de Répertoire, Choc du Monde de la Musique, ffff de Télérama, nomination aux Victoires de la musique.
En 1999, XVIII-21 Le Baroque Nomade sort deux disques autour de compositeurs italiens ; Benedetto Marcello (Psaumes de David, K. 617) et Domenico Scarlatti (Pur nel sonno, Astrée/Auvidis-Naïve) ; ainsi qu’un troisième autour de la musique des jésuites en Chine, avec l’ensemble Fleur de Prunus (direction François Picard).
L’ensemble poursuit ses voyages les années suivantes, avec des tournées en Indonésie, au Cambodge, en Israël, en Bolivie et au Brésil où sera créé le programme Negro spirituals au Brésil baroque (disque K. 617).
En 2001, XVIII-21 Le Baroque Nomade propose une relecture des Leçons de ténèbres de François Couperin, à la lumière des traditions catholiques, mais aussi juive et musulmane (disque paru chez K. 617).
Jean-Christophe Frisch poursuivant sa collaboration avec François Picard, l’ensemble sort en 2003 un quatrième CD sur les musiques des jésuites en Chine : Vêpres à la Vierge en Chine (K. 617).
En 2006, XVIII-21 Le Baroque Nomade retrace l’itinéraire musical de Pietro della Valle à travers le Moyen-Orient jusqu’en Inde. Le spectacle est créé le 18 mai 2006 à l’opéra de Damas. Le CD Pellegrino (Arion et Abeille Musique) est enregistré avec la musicienne syrienne Geetha Navale et l’ensemble Twais.
L’année suivante l’ensemble interprète des œuvres compilées dans le Codex de Johannes Caioni, manuscrit de Transylvanie. Ce travail donne lieu à une trentaine de représentations entre 2007 et 2010 avec des artistes roumains : le Taraf de Sfântu Gheorghe et les danseurs Endré et Imola Virag. Le CD Codex Caioni sort en 2008 chez Arion.
En 2010 paraît le CD Daphné sur les Ailes du Vent, proposant un tour du monde du baroque. XVIII-21 Le Baroque Nomade y interprète des œuvres de Barbara Strozzi, Giovanni Paolo Cima, Jacob van Eyck, Nicolas Hotman, Athanasius Kircher ; ainsi que de nombreux anonymes d’Angleterre, des Amériques, des Philippines, d’Éthiopie, de Chine, de Perse, du Portugal, etc. Le Festival Musique et Mémoire de Lure accueille l’ensemble en résidence pour la création du spectacle Daphné sur les Ailes du Vent en juillet 2010.
XVIII-21 Le Baroque Nomade se produit dans des lieux européens prestigieux mais également en tournée sur d’autres continents. On l’a entendu ces dernières années au Maroc, Norvège, Afghanistan, Syrie...
Depuis 1999, l’ensemble est subventionné par le Ministère de la Culture (DRAC Île-de-France). Il est soutenu depuis 2007 par la Fondation BNP Paribas.

## Discographie
- XVIII-21 Musique des Lumières, Fleur de prunus, Chine : Jésuites et Courtisanes, Buda Records, « Musique du monde », 1999